# پلاتورن
پلاتورن (به لاتین: Platthorn) یک کوه در سوئیس است که در کانتون وله واقع شده‌است. پلاتورن ۳٬۲۴۶ متر بالاتر از سطح دریا واقع شده‌است.